# Arachosië

Ligging van Arachosië ten opzichte van de huidige landsgrenzen

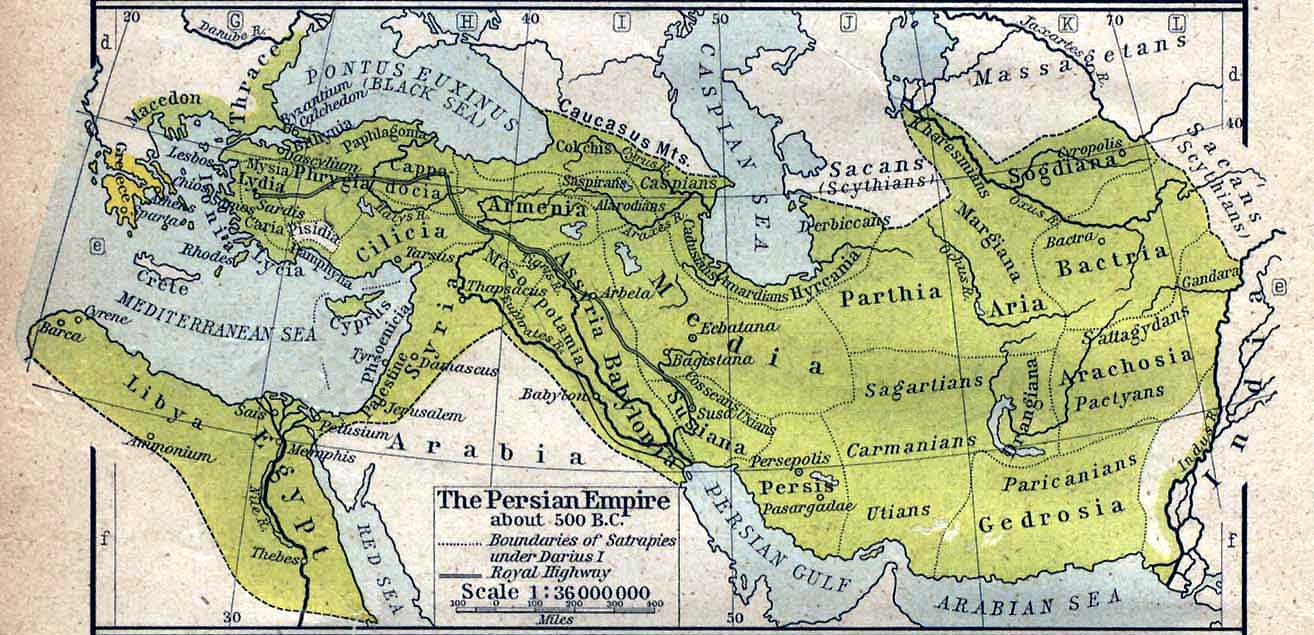
Kaart van het Achaemenidenrijk rond 500 v.Chr., met Arachosië als satrapie (provincie) in het uiterste oosten

Arachosië was in de klassieke oudheid een gebied tussen het oosten van Afghanistan en westen van Pakistan, ten zuiden van de Hindoekoesj. Het gebied was in de oudheid onderdeel van het Perzische Rijk en na de verovering van dat rijk door Alexander de Grote onderdeel van verschillende opeenvolgende Hellenistische rijken. Arachosië vormde onderdeel van wat de Grieken India of Indos noemden, een gebied veel groter dan de huidige republiek India.

## Etymologie
In het Avestisch, de Oud-Iraanse taal die tot de 5e eeuw v.Chr. in het gebied gesproken werd, heette het Haraxvaitī. De klankgroep axᵛa is niet van Avestische oorsprong. Het woord heeft dezelfde etymologie als het Vedische Sarasvati (een mythische rivier) en het eveneens Avestische Anahita (ook een mythische rivier). De naam betekent zoveel als land van de rivier, waarbij met de rivier waarschijnlijk de Arghandab, een zijrivier van de Helmand bedoeld werd.
In de Behistuninscriptie (rond 490 v.Chr.) wordt het gebied genoemd bij een verhandeling over een opstand tegen koning Darius I. De naam die de inscriptie in het Oud-Perzisch gebruikt is Harauvatiya of Harahuvatiš. In het Grieks werd deze naam verbasterd tot Ἀραχωσία (Arachosía).

## Geografie
Verschillende Griekse en Romeinse bronnen beschrijven het gebied. Isidoros van Charax en Claudius Ptolemaeus geven beide een lijst steden in het gebied. De belangrijkste stad was in de hellenistische tijd Alexandrië in Arachosië, dat aan de rivier de Arachotos (Ἀραχωτός, de Arghandab) lag. Deze stad werd gesticht door Alexander de Grote tijdens zijn veldtocht naar India (327-324 v.Chr.) en lag op de plek van het tegenwoordige Kandahar, waarvan de naam via Iskandariya op Alexandria terug te voeren is. Isodoros, Strabo en Plinius noemen ook een stad Arachotos, die volgens hen de oude hoofdstad van het gebied was. Volgens Plinius en Stephanos was de oude naam van deze stad Cofen (Κωφήν). Deze stad wordt geïdentificeerd met het tegenwoordige Quetta. Uit archeologische opgravingen is gebleken dat op de plek van het huidige Kandahar ook al voor Alexanders tijd een belangrijke handelsnederzetting lag.
Hoewel het centrum van Arachosië rond Kandahar en Quetta lag, is de precieze omvang van het gebied onduidelijk. Volgens Ptolemaeos werd Arachosië begrensd door Drangiana in het westen, Bactria in het noorden, de Indus in het oosten en Gedrosië in het zuiden. Ook Strabo suggereert dat Arachosië in het oosten doorliep tot aan de Indus.
Ptolemaeos noemde verschillende stammen van Arachosië bij naam: de Pargyetae (Grieks: Παρ(γ)υῆται) en in het zuiden de Sidri (Σίδροι), Rhoplutae (Ῥωπλοῦται) en Eoritae (Ἐωρῖται). De laatste zijn in verband gebracht met de Aratta's uit de Mahabharata en de tegenwoordige Arora's, maar hiervoor is weinig bewijs. Over de volkeren waar deze namen naar verwezen is verder niets bekend.

## Geschiedenis
De oudste vermeldingen van het gebied zijn Elamitische kleitabletten die gevonden zijn in Persepolis. De naam komt ook voor in de Oud-Perzische, Aramese en Akkadische inscripties van de Aechmenidenkoningen Darius I en Xerxes I, in lijsten van de gebieden die deze koningen regeerden. Waarschijnlijk bestonden er in die tijd grote etnische, culturele en religieuze overeenkomsten tussen Arachosië en het centrale deel van het Perzische Rijk. De bevolking was waarschijnlijk grotendeels zoroastrisch.
De Griekse bronnen vermelden dat Arachosië onder de Perzen een satrapie vormde, die werd bestuurd door een gouverneur (satraap). De Perzische gouverneurs van Arachosië en Bactria zouden een aanslag op Alexander de Grote hebben beraamd. Na de val van het Perzische Rijk stelde Alexander zijn legeraanvoerders aan als satrapen van de Perzische satrapieën. Hij stichtte steden waarin hij zowel Griekse veteranen als lokale ambachtslieden vestigde. Er volgde een periode van uitwisseling en versmelting van culturen.
Na de dood van Alexander de Grote in 323 v.Chr. viel Arachosië in handen van diens diadoche (opvolger) Seleucus, de stichter van het Seleucidenrijk. Seleucus werd echter verslagen door Mauryakeizer Chandragupta Maurya. De twee heersers sloten in 305 v.Chr. een vredesverdrag, waarbij al het gebied ten zuidoosten van de Hindoekoesj (door de Grieken Caucasos genoemd), waaronder Arachosië, aan de Maurya's toekwam.
Na de val van de Mauryadynastie in 185 v.Chr. kwam een einde aan deze situatie. Hun opvolgers, de Shunga's, werden door de Grieks-Bactrische koning Demetrios I uit het gebied verdreven. Demetrios veroverde een groot deel van het noordwesten van India, maar na zijn dood streden verschillende opvolgers om de macht. Ten zuiden van de Hindoekoesj ontstond een Indo-Grieks rijk. Arachosië behoorde tot het grensgebied van dit rijk met Grieks-Bactrië in het noorden. Beide rijken waren echter van korte duur. Grieks-Bactrië werd rond 130 v.Chr. veroverd door Indo-Scythen, invallers uit Centraal-Azië. Ook het Indo-Griekse rijk werd in de 1e eeuw v.Chr. geleidelijk overgenomen door Indo-Scythische dynastieën. De Indo-Scythen werden op hun beurt verdreven door vanuit het westen binnenvallende Indo-Parthen. Isodoros suggereert dat het westen van Arachosië al in de 1e eeuw v.Chr. deel was gaan uitmaken van het Parthische Rijk. De Parthen noemden Arachosië Indikē Leukē (wit India).
Net als in de rest van de Hellenistische wereld was sprake van godsdienstvrijheid. Het boeddhisme arriveerde waarschijnlijk met de Maurya's in het gebied. Zowel de Indo-Griekse als Indo-Scythische heersers lijken zich tot deze oorspronkelijk Indische godsdienst te hebben bekeerd. Het centrum van boeddhistische wetenschap en kunst lag in Gandhara, verder naar het noordwesten. Er was sprake van aanbidding van bodhisatva's, Griekse goden, en zelfs hindoeïstische goden. De Indo-Parthische heersers bleven zoroastriërs.
De Parthen werden uit het gebied verdreven door de Kushana's, die rond 230 n.Chr. weer verdreven werden door de Sassaniden. De lokale Sassanidische dynastie wordt Indo-Sassanidisch genoemd. Deze bleef twee eeuwen aan de macht, tot de stichting van het Kidaritische rijk door een nieuwe groep binnenvallers uit Centraal-Azië, rond 420 n.Chr.. Dit Kidaritische rijk werd rond 460 vernietigd door de Hephtalieten. Aan het Hepthalitische rijk kwam op zijn beurt een einde na een nederlaag tegen een Sassanidisch-Turks leger rond 565. Arachosië werd na de ondergang van de Kushana's, Kidarieten en Hephthalieten tot de 11e eeuw bestuurd door lokale heersers, die Shahi's genoemd werden. De Shahi's waren kshattriya's en aanvankelijk waarschijnlijk boeddhisten, maar ze werden later hindoeïstisch. Hun rijk stond in het westen bloot aan de aanvallen van achtereenvolgens Arabieren, Saffariden, Tahiriden en Saminiden. Uiteindelijk werd de laatste (hindoeïstische) Hindu Shahikoning in de 11e eeuw verslagen door de islamitische Ghaznaviden.
Het is onduidelijk wanneer de naam Arachosië precies in onbruik raakte. Arabische geografen noemden het gebied (of delen ervan) nog Arokhaj, Rokhaj, Rohkaj of simpelweg Roh.